# 何塞·曼努埃尔·索里亚
何塞·曼努埃尔·索里亚·洛佩斯（西班牙語：José Manuel Soria López，1958年1月5日—）是西班牙加那利群岛出身的企业家、商人。人民党政治人物。2011年在拉霍伊内阁中出任工业、能源与旅游大臣，2016年因巴拿馬文件风波辞职。

## 经历
1958年出生于大加那利岛拉斯帕尔马斯，1980年至1981年在西班牙驻委内瑞拉大使馆担任委內瑞拉和加勒比地区市场分析师。1984年在西班牙贸易部任职，主管进口贸易事务。1984年至1989年在马德里贸易研究中心担任宏观经济学和国际金融讲师。
1995年至2003年在家乡拉斯帕尔马斯担任市长。1999年当选加那利群岛人民党主席。2003年6月至2007年7月担任大加那利岛人民代表会议主席。2003年6月当选加那利群岛议会议员。2007年7月至2010年10月在加那利群岛政府担任财政部长兼副主席。2011年大选中当选众议院议员，代表拉斯帕尔马斯选区。同年12月22日出任拉霍伊内阁工业、能源与旅游大臣。
2016年4月曝光的巴拿馬文件显示，索里亚及其家族成员在巴哈马和泽西等岛屿拥有庞大的资金网络。他先否认了自己与避税港的联系，但随即于4月15日宣布辞职。随后他还辞去了加那利群岛人民党主席，以及国会议员等职务。
2016年9月，拉霍伊政府宣布他将是世界银行执行董事候选人。一些西班牙政客对此事表示深刻担忧。鉴于公众舆论的压力，他撤回了申请。